# Curbură scalară
În geometria riemanniană⁠(d), curbura scalară (sau scalarul Ricci) este cea mai simplă curbură invariantă a unei varietăți riemanniene⁠(d). Fiecărui punct al unei varietăți riemanniene, el atribuie un singur număr real determinat de geometria intrinsecă a varietății în apropierea acelui punct. Anume, curbura scalară reprezintă cantitatea cu care volumul unei mici bile geodezice dintr-o varietate riemanniană se abate de la cea a bilei standard din spațiul euclidian. În două dimensiuni, curbura scalară este dublul curburii gaussiene⁠(d) și caracterizează complet curbura unei suprafețe. Totuși, în mai mult de două dimensiuni, curbura varietăților riemanniene⁠(d) implică mai mult decât o cantitate independentă funcțional. 
În relativitatea generală, curbura scalară este densitatea lagrangiană⁠(d) pentru acțiunea Einstein-Hilbert⁠(d) . Ecuațiile Euler-Lagrange⁠(d) pentru acest lagrangian sub variații ale metricii constituie ecuațiile lui Einstein în vid, iar metricile staționare sunt cunoscute ca metrici Einstein⁠(d). Curbura scalară a unei n-varietăți este definită ca urmă a tensorului Ricci și poate fi definită ca n(n−1) ori media curburilor secționale într-un punct. 
La prima vedere, curbura scalară în dimensiune cel puțin 3 pare a fi un invariant slabă, cu puțină influență asupra geometriei globale a unei varietăți, dar, de fapt, unele teorii profunde dovedesc puterea curburii scalare. Un astfel de rezultat este teorema masei pozitive⁠(d) a lui Schoen⁠(d), Yau⁠(d) și Witten⁠(d). Rezultatele similare dau o înțelegere aproape completă a varietăților care au o metrică riemanniană cu curbură scalară pozitivă.

## Definiție
Curbura scalară S (adesea notată și cu, R sau Sc ) este definită ca urmă a tensorului de curbură Ricci în raport cu metrica⁠(d): 
{\displaystyle S=\operatorname {tr} _{g}\operatorname {Ric} .}
Urma depinde de măsura în care tensorul Ricci este un tensor (0,2)-valent; mai întâi trebuie ridicat un indice⁠(d) pentru a obține un tensor (1,1) -valent căruia să i se ia urma. În termeni de coordonate locale se poate scrie 
{\displaystyle S=g^{ij}R_{ij}=R_{j}^{j}}
unde Rij sunt componentele tensorului Ricci în baza coordonatelor: 
{\displaystyle \operatorname {Ric} =R_{ij}\,dx^{i}\otimes dx^{j}.}
Dați fiind un sistem de coordonate și un tensor metric, curbură scalară poate fi exprimată după cum urmează: 
{\displaystyle S=g^{ab}({\Gamma ^{c}}_{ab,c}-{\Gamma ^{c}}_{ac,b}+{\Gamma ^{d}}_{ab}{\Gamma ^{c}}_{cd}-{\Gamma ^{d}}_{ac}{\Gamma ^{c}}_{bd})=2g^{ab}({\Gamma ^{c}}_{a[b,c]}+{\Gamma ^{d}}_{a[b}{\Gamma ^{c}}_{c]d})}
Unde {\displaystyle {\Gamma ^{a}}_{bc}} sunt simbolurile Christoffel⁠(d) ale metricii {\displaystyle {\Gamma ^{l}}_{jk,i}}este derivata parțială a lui {\displaystyle {\Gamma ^{l}}_{jk}} în direcția coordonatei i. 
Spre deosebire de tensorul de curbură Riemann sau de tensorul Ricci, ambele putând fi definite pentru orice conexiune afină⁠(d), curbura scalară necesită o metrică. Metrica poate fi pseudo-riemanniană⁠(d) în loc de riemanniană. Într-adevăr, o astfel de generalizare este vitală pentru teoria relativității. Mai general, tensorul Ricci poate fi definit în clasa mai largă a geometriilor metrice (prin intermediul interpretării geometrice directe, de mai jos) care include geometria Finsler⁠(d). 

## Interpretare geometrică directă
Când curbura scalară este pozitivă într-un punct, volumul unei mici bile în jurul punctului are un volum mai mic decât o bilă de aceeași rază în spațiul euclidian. Pe de altă parte, când curbura scalară este negativă într-un punct, volumul unei mici bile este mai mare decât în spațiul euclidian. 
Acest lucru poate fi făcut mai cantitativ, pentru a caracteriza valoarea precisă a curburii scalare S într-un punct p al unei n-varietăți riemanniene (M, g) Anume, raportul volumului n-dimensional al unei bile de rază ε în varietate cu cel al unei bile corespunzătoare în spațiul euclidian este dat, pentru un ε mic, de 
{\displaystyle {\frac {\operatorname {Vol} (B_{\varepsilon }(p)\subset M)}{\operatorname {Vol} (B_{\varepsilon }(0)\subset {\mathbb {R} }^{n})}}=1-{\frac {S}{6(n+2)}}\varepsilon ^{2}+O(\varepsilon ^{4}).}
Astfel, derivata a doua a acestui raport, evaluată la raza ε = 0, este exact minus curbura scalară împărțită la 3(n + 2). 
Limitele acestor bile sunt sfere (n−1)-dimensionale de rază ε; măsurile hypersuprafețelor lor („ariile”) satisfac următoarea ecuație: 
{\displaystyle {\frac {\operatorname {Aria} (\partial B_{\varepsilon }(p)\subset M)}{\operatorname {Aria} (\partial B_{\varepsilon }(0)\subset {\mathbb {R} }^{n})}}=1-{\frac {S}{6n}}\varepsilon ^{2}+O(\varepsilon ^{4}).}

## Cazuri speciale

### Suprafețe
În două dimensiuni, curbura scalară este exact de două ori mai mare decât curbura gaussiană. Pentru o suprafață încorporată în spațiul Euclidian {\displaystyle \mathbb {R} ^{3}}, aceasta înseamnă că 
{\displaystyle S={\frac {2}{\rho _{1}\rho _{2}}}\,}
Unde ρ1, ρ2 sunt razele principale⁠(d) ale suprafeței. De exemplu, curbura scalară a 2-sferei de rază r este egală cu {\textstyle {\frac {2}{r^{2}}}}. 
Tensorul 2-dimensional de curbură riemann are doar o componentă independentă și poate fi exprimat în termeni de curbură scalară și a formei metrice de suprafață. Anume, în orice sistem de coordonate, avem 
{\displaystyle 2R_{1212}\,=S\det(g_{ij})=S[g_{11}g_{22}-(g_{12})^{2}].}

### Forme spațiale
O formă spațială⁠(d) este, prin definiție, o varietate riemanniană cu curbură secțională constantă. Formele de spațiu sunt izometrice la nivel local cu unul dintre următoarele tipuri: 
- Spațiul euclidian: Tensorul Riemann al unui spațiu n-dimensional euclidian dispare identic, astfel încât la fel face și curbura scalară.
- n-sfere: Curbura secțională a unei n-sfere de rază r este {\textstyle k={\frac {1}{r^{2}}}}. Prin urmare, curbura scalară este {\textstyle S={\frac {n(n-1)}{r^{2}}}}.
- Spațiul hiperbolic : Prin modelul hiperboloid⁠(d), un spațiu hiperbolic n-dimensional poate fi identificat cu submulțimea spațiului Minkowski (n+1)-dimensional

{\displaystyle x_{0}^{2}-x_{1}^{2}-\cdots -x_{n}^{2}=r^{2},\quad x_{0}>0.}
Parametrul r este un invariant geometric al spațiului hiperbolic, iar curbura secțională este {\textstyle K={\frac {1}{r^{2}}}}. Curbura scalară este astfel {\textstyle S=-{\frac {n(n-1)}{r^{2}}}}.

### Produse
Curbura scalară a unui produs⁠(d) M × N al varietăților riemanniene este suma curburilor scalare ale lui M și N. De exemplu, pentru orice varietate închisă⁠(d) diferențiabilă⁠(d) M, M × S 2 are o metrică a curburii scalare pozitive, pur și simplu luând 2-sfera ca fiind mică în comparație cu M (astfel încât curbura sa să fie mare). Acest exemplu ar putea sugera că curbura scalară are o slabă relație cu geometria globală a unei varietăți. De fapt, ea chiar are o semnificație globală, după cum este discutat mai jos . 

## Notație tradițională
Dintre cei care folosesc notația cu indici pentru tensori, este comună utilizarea literei R pentru a reprezenta trei lucruri diferite: 
1. tensorul de curbură Riemann: {\displaystyle R_{ijk}^{l}}sau {\displaystyle R_{abcd}}
2. tensorul Ricci: Rij
3. curbura scalară: R

Aceste trei sunt deosebite între ele prin numărul de indici: tensorul Riemann are patru indici, tensorul Ricci are doi, iar scalarul Ricci nu are indici. Cei care nu utilizează o notare cu indici, de obicei, rezervă R pentru tensorul de curbură Riemann. Alternativ, într-o notație fără coordonate se poate folosi Riem pentru tensorul Riemann, Ric pentru tensorul Ricci și R pentru curbura scalară. 

## Problema Yamabe
Problema Yamabe a fost rezolvată de Trudinger⁠(d), Aubin⁠(d) și Schoen. Anume, toate metricile riemanniene pe o varietate închisă poate fi înmulțite cu o funcție pozitivă diferențiabilă pentru a obține o metrică cu curbură scalară constantă. Cu alte cuvinte, toate metricile sunt conformale⁠(d) cu una care are curbură scalară constantă. 

## Curbura scalară pozitivă
Pentru o 2-varietate riemanniană închisă M, curbura scalară are o relație clară cu topologia lui M, exprimată prin teorema Gauss–Bonnet: curbura scalară totală M este egală cu 4π ori caracteristica Euler a lui M. De exemplu, singurele suprafețe închise cu metrici de curbură scalară pozitivă sunt cele cu caracteristică Euler pozitivă: sfera S2 și RP2⁠(d) . De asemenea, cele două suprafețe nu au metrici cu curbură scalară ≤ 0. 
Semnul curburii scalare are o relație mai slabă cu topologia în dimensiuni mai mari. Dată fiind o varietate diferențiabilă închisă M cu dimensiunea cel puțin 3, Kazdan⁠(d) și Warner au rezolvat problema curburii scalare prescrise⁠(d), descriind ce funcții diferențiabile pe M apar drept curburi scalare ale unei anumite metrici riemanniene pe M. Anume, M trebuie să fie exact unul din următoarele trei tipuri: 
1. Orice funcție pe M este curbura scalară a unei anumite metrici pe M.
2. O funcție pe M este curbura scalară a unei anumite metrici pe M dacă și numai dacă este identică zero sau negativă undeva.
3. O funcție pe M este curbura scalară a unei anumite metrici pe M dacă și numai dacă este negativă undeva.

Astfel, orice varietate de dimensiune cel puțin 3 are o metrică cu curbură scalară negativă, de fapt cu curbură scalară constant negativă. Rezultatul lui Kazdan-Warner pune accentul pe întrebarea care varietăți au o metrică cu curbură scalară pozitivă, care este echivalentă cu proprietatea (1). Cazul la limită (2) poate fi descris ca fiind clasa de varietăți cu o metrică puternic scalar-plată, adică o metrică cu curbură scalară nulă astfel încât M să nu aibă nicio metrică cu curbură scalară pozitivă. 
Se cunosc foarte multe despre varietățile netede închise care au valori cu curbură scalară pozitivă. În special, conform lui Gromov și Lawson⁠(d), orice varietate simplu conexă de dimensiune de cel puțin 5, care nu este spin⁠(d) are o valoare cu o curbură scalară pozitivă. Prin contrast, Lichnerowicz⁠(d) a arătat că o varietate spin cu curbura scalară pozitivă trebuie să aibă un gen Â⁠(d) egal cu zero. Hitchin⁠(d) a arătat că o versiune mai rafinată a genului Â, α-invariantul, dispare și pentru varietăți spin cu curbură scalară pozitivă. Acest lucru este netrivial doar în unele dimensiuni, deoarece α-invariantul al unei n-varietăți ia valori în grupul KOn⁠(d), enumerate aici: 
Dimpotrivă, Stolz a arătat că orice varietate spin de dimensiune cel puțin 5 cu α-invarianți zero are o metrică cu curbura scalară pozitivă.
Argumentul lui Lichnerowicz folosind operatorul Dirac⁠(d) a fost extins pentru a oferi numeroase restricții asupra varietăților care nu sunt simplu conexe și au curbura scalară pozitivă, prin teoria K a algebrelor C*⁠(d) . De exemplu, Gromov și Lawson au arătat că o varietate închisă care admite o metrică cu curbură secțională ≤ 0, cum ar fi un tor, nu are nicio metrică cu curbură scalară pozitivă. În general, partea de injectivitate a conjecturii Baum-Connes⁠(d) pentru un grup G, cunoscută în multe cazuri, ar implica faptul că o varietate asferică⁠(d) închisă cu grupul fundamental⁠(d) G nu are nici o metrică cu curbura scalară pozitivă.
Sunt rezultate speciale în dimensiunile 3 și 4. După munca lui Schoen, Yau, Gromov și Lawson, demonstrarea de către Perelman a teoremei de geometrizare⁠(d) a dus la un răspuns complet în dimensiunea 3: o 3-varietate orientată⁠(d) închisă are o metrică cu curbură scalară pozitivă dacă și numai dacă este sumă conexă⁠(d) de 3-varietăți sferice⁠(d) și copii ale lui S2 × S1. În dimensiunea 4, curbura scalară pozitivă are implicații mai puternice decât în dimensiuni mai mari (chiar și pentru varietățile simplu conexe), folosind invarianții Seiberg-Witten⁠(d).
În cele din urmă, Akito Futaki a arătat că valori puternic scalar-plate (așa cum sunt definite mai sus) sunt extrem de speciale. Pentru o varietate M de dimensiune de cel puțin 5, care este puternic scalar-plată, M trebuie să fie un produs al varietăților Riemannian cu grupul holonomic⁠(d) SU(n) (varietăți Calabi-Yau⁠(d)), Sp(n) (varietăți hiperkähler⁠(d)) sau Spin(7). În special, aceste valori sunt Ricci-plate, nu doar scalar-plate. În schimb, există exemple de varietăți cu aceste grupuri de holonomie, cum ar fi suprafața K3⁠(d), care sunt spin și au α-invariant nenul, deci sunt puternic scalar-plate.